# ماتیلدا پارادایزر
ماتیلدا پارادایزر (انگلیسی: Mathilda Paradeiser؛ زادهٔ ۵ سپتامبر ۱۹۹۵) هنرپیشه اهل سوئد است.         اولین نقش بازیگری ماتیلدا در سال 2011 در فیلم "آن ماده میمون" برنده چند جایزه Apflikorna بود. ماتیلدا در سال 2014 از مدرسه درام فارغ التحصیل شد. وی سابقه بازی در تلویزیون و صحنه تئاتر را دارد. او همچنین یک رقصنده است و ژیمناستیک را نیز آموزش دیده. او طیف گسترده ای از مهارت ها را داراست که مخاطبان را با هر نقشی مجذوب خود می کند.